# Moubray Piedmont Glacier
Moubray Piedmont Glacier är en glaciär i Antarktis. Den ligger i Östantarktis. Nya Zeeland gör anspråk på området. Moubray Piedmont Glacier ligger 33 meter över havet.
Terrängen runt Moubray Piedmont Glacier är varierad. Trakten är obefolkad. Det finns inga samhällen i närheten.